# John Hartle
John Hartle, född 22 december 1933 i Chapel-en-le-Frith i Derbyshire, död 31 augusti 1968 i Scarborough, var en brittisk roadracingförare. Han var aktiv i VM från 1955 till 1968 och deltog i klasserna 500cc, 350cc och 250cc.
Hartle tillhörde de främsta roadracingförarna under andra hälften av 1950-talet. Han vann tre Grand Prix segrar i 500-klassen, en i 350cc och en i 250cc. Roadracing-VM 1952 blev han tvåa i VM både i 500cc och 350cc, året därpå trea i 5000cc och tvåa i 350cc och Roadracing-VM 1954 trea i båda klasserna.
John Hartle förolyckades under en internationell tävling på banan Oliver's Mount i Scarborough den 31 augusti 1968.